# Trzydniówka (polana)
Trzydniówka – niewielka polana w Dolinie Chochołowskiej w Tatrach Zachodnich. Znajduje się na wysokości ok. 1080–1100 m n.p.m. nad prawym brzegiem Chochołowskiego Potoku, nieco poniżej dolnego końca Polany Chochołowskiej. Rozpoczyna się tutaj czerwony szlak na Trzydniowiański Wierch. Powyżej polany ma swój wylot żleb Krowiniec, czasami nazywany (błędnie) Krowim Żlebem.
Dawniej polana wchodziła w skład Hali Trzydniówka. Jednak wypas zniesiono na tej hali dawno i obecnie polana jest już niemal całkowicie zarośnięta lasem. W 1955 miała powierzchnię 1,045 ha, w 2004 w wyniku zarośnięcia jej powierzchnia zmniejszyła się o 60%.

## Szlaki turystyczne
od polany Trzydniówki przez Krowiniec, Kulawiec, Trzydniowiański Wierch i Wyżnią Jarząbczą Polanę na Polanę Chochołowską